# Sztuka poetycka

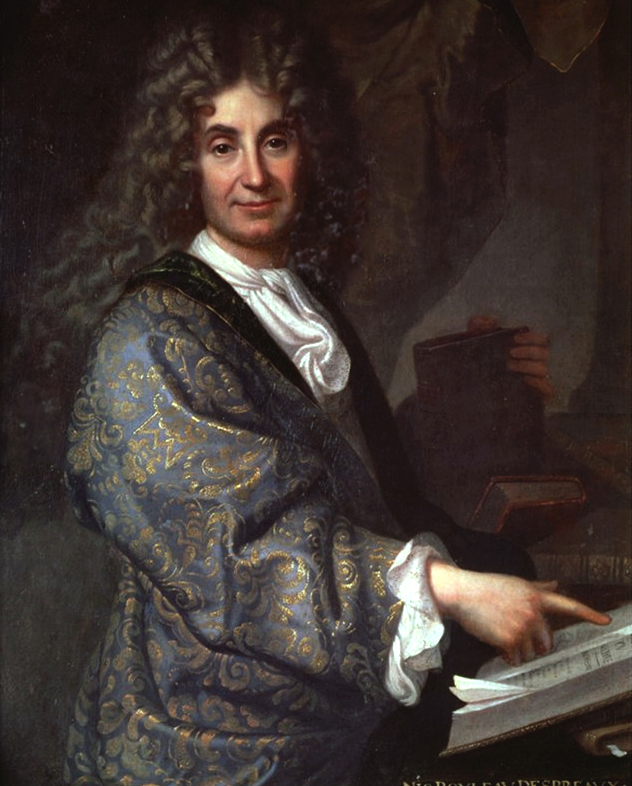
Nicolas Boileau

Sztuka poetycka (oryg. fr. L'Art poétique), w innym przekładzie: Sztuka rymotwórcza – traktat Nicolasa Boileau z 1674 stanowiący próbę stworzenia uniwersalnych zasad tworzenia utworów poetyckich oraz wykładnię refleksji autora na temat roli i sposobu pracy poety. 

## Okoliczności powstania utworu
Problem opracowania uniwersalnych zasad pisania utworów literackich był obecny w twórczości Boileau od początku jego twórczości. Zdaniem G. Lansona i P. Tuffrau był on bardzo słabym poetą, mimo dobrego opanowania klasycznych form wersyfikacji, natomiast jego prace teoretyczne w istotny sposób wpłynęły na rozwój francuskiej poezji klasycystycznej, w specyficzny sposób łącząc wpływy kartezjanizmu i humanizmu. Autorzy ci dostrzegają pierwsze próby stworzenia zasad przedstawionych w Sztuce poetyckiej już w pierwszych dziełach Boileau – Satyrach.

## Treść

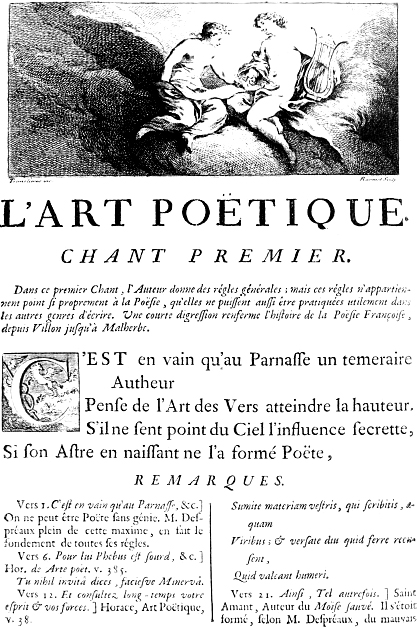
Strona tytułowa Sztuki poetyckiej

Sztuka poetycka prezentuje podstawowe tezy doktryny Boileau. Inspiracją dla niego była koncepcja zawarta w Liście do Pizonów Horacego, według której sztuka ma równocześnie sprawiać przyjemność twórcy i odbiorcy, i przekazywać umoralniającą treść. Dodatkowo głównym źródłem poezji miał być rozum, ściśle ją regulujący, zaś jej tematem – opisywanie tego, co prawdziwe i realistyczne. Dla Boileau tylko tematy zaczerpnięte z prawdziwego życia stanowiły wartość dla sztuki. Równocześnie miałyby to być zagadnienia możliwie uniwersalne. Boileau postulował rezygnację z pisania o konkretnych osobach i zdarzeniach na rzecz prób przedstawiania typów ludzkich, wyciągania wniosków ogólnych, prezentacji motywów uniwersalnych. W razie wątpliwości co do uniwersalizmu czy „prawdziwości” tematu, jaki pragnie podjąć autor, teoretyk sugerował poszukiwanie inspiracji w literaturze antycznej: jego zdaniem fakt zachwycania się przez kolejne pokolenia dziełami starożytnych był najlepszą rękojmią słuszności poruszanych przez nich zagadnień jako tematów literackich. Odrzucał poszukiwanie oryginalności jako oddalanie się od ideału sztuki, która zamiast opisywać przypadki wyjątkowe ma tworzyć obraz wartości wspólnych, ogólnoludzkich. 
Całość doktryny zawarta została w czterech pieśniach:

### Pieśń I
Twórca powinien przystępować do pracy literackiej jedynie w momencie, gdy czuje natchnienie – nie każdy bowiem posiada naturalne predyspozycje, by zostać poetą; nie ma również literatów uniwersalnych, zdolnych działać w każdym gatunku. Po dokonaniu wyboru gatunku należy ściśle trzymać się zasad jego budowy i tworzyć w stylu de Malherbe'a – bez zbędnego ładunku emocjonalnego, za to przy zachowaniu staranności językowej i stylistycznej. Każdy utwór powinien powstawać długo, w procesie wielokrotnych poprawek i udoskonaleń – pośpiech jest całkowicie zbędny w twórczości literackiej. Boileau podkreśla, że każde natchnienie musi pozostawać pod kontrolą wyraźnych zasad tworzenia, gdyż tylko wtedy możliwe jest stworzenie utworów łatwych w odbiorze, o formie przewidywanej przez adresata. 

### Pieśń II
Część tę Boileau poświęcił gatunkom wierszy, które uznał za drugorzędne: idylli, elegii, odzie, sonetowi, epigramatowi, rondu, balladzie, madrygałowi, satyrze, wodewilowi. 

### Pieśń III
Również ta część Sztuki poetyckiej opisuje strukturę budowy gatunków literackich, jednak tym razem Boileau dokonuje prezentacji gatunków uznanych przezeń za wysokie: komedii, epopei i tragedii. Szczegółowe komentarze przedstawia zwłaszcza w odniesieniu do epopei, domagając się zachowania jej w postaci ustalonej w epoce antycznej, niełączenia jej z motywami chrześcijańskimi. Chwali również twórczość Moliera i Jeana Racine’a, których dzieła przedstawia jako wzór odpowiednio komedii (z wyłączeniem fars Moliera) i tragedii. 

### Pieśń IV
Stanowi refleksję Boileau nad relacją między charakterem i postawą twórcy a ostatecznym kształtem utworu. Zdaniem autora złe prowadzenie się autora zawsze zmniejsza wartość jego dzieł, zaś zachowanie cnoty przekłada się na piękno tekstów.

## Recepcja
Sztuka poetycka stworzyła podstawę dla nieformalnego kodeksu pisania wierszy obowiązującego w klasycystycznej Francji. Na popularność Boileau miała wpływ jego postawa wobec Ludwika XIV – obok tekstów teoretycznych autor ten stworzył szereg utworów, w których chwalił jego osiągnięcia wojskowe i styl sprawowania władzy. Koncepcje Boileau spotkały się z ostrą krytyką w epoce romantyzmu, kontrowersje budziły również wśród krytyków późniejszych. G. Lanson i P. Tuffrau określają je jako nazbyt dogmatyczne i ślepo próbujące przenieść na grunt francuski antyczne modele twórcze, bez uwzględnienia warunków kulturowych. 